# Рентгенівська астрономія
Рентге́нівська астроно́мія — розділ астрофізики, що досліджує космічні об'єкти за їх рентгенівським випромінюванням з енергією 0,1—100 кЕв, тобто, з довжиною електромагнітної хвилі 10—0,01 нм.
Атмосфера Землі інтенсивно поглинає рентгенівське випромінювання на висотах 30—100 км, тому його спостереження можливі лише з великих висот.

## Історія
До 70-х років XX-го сторіччя рентгенівське обладнання піднімали за допомогою висотних балонів (h~30—40 км) та ракет (до 500 км). Час спостережень становив від кількох хвилин (для ракет) до кількох годин (для балонів).
Рентгенівське випромінювання Сонця було вперше виявлено 1948 року з борту ракети в США.
Дискретне джерело в сузір'ї Скорпіона було випадково виявлено групою американських дослідників під керівництвом Ріккардо Джакконі 1962 року, коли вони намагалися виявити рентгенівську флюоресценцію поверхні Місяця під дією космічних променів. Джерело отримало позначення Sco X-1. Як стало відомо пізніше, це найпотужніше після Сонця рентгенівське джерело на небосхилі.
У тому ж експерименті було виявлено фонове рентгенівське випромінювання небосхилу.
Із виведенням на орбіту штучних супутниках з рентгенівськими телескопами на борту можливості рентгенівської астрономії надзвичайно розширилися.
Першу таку обсерваторію запустили США 12 грудня 1970 року з полігону в Кенії. Вона отримала назву «Ухуру» (англ. Uhuru), що мовою суахілі означає «воля».
За допомогою рентгенівського телескопа на супутнику HEAO-2 («обсерваторія Ейнштейна»), запущеного 1978 року, було відкрито тисячі рентгенівських джерел.

## Методи реєстрації
Детектори рентгенівського випромінювання поділяють на два типи:
- Пропорційні лічильники — засновані на явищі фотоефекту, зазвичай наповнені інертним газом (Ar, Xe). Застосовують для реєстрації фотонів з енергією менше 20—30 кЕв.
- Сцинтиляційні лічильники — зазвичай, це кристали йодиду натрію (NaI) чи цезію (CsI), активовані домішками, або ж сцинтилюючі органічні пластмаси. Застосовують для реєстрації фотонів з енергією від 30 кЕв до 10 МЕв (тобто, як жорсткого рентгенівського випромінювання, так і м'якого гамма-випромінювання).

Зазвичай амплітуда імпульсу на виході лічильника пропорційна енергії фотона.
Для м'якої ділянки рентгенівського спектру застосовують відбивальні телескопи. Зазвичай це двозеркальні системи косого (ковзаючого) падіння.

## Рентгенівські телескопи
- Рентгенівські космічні телескопи:
  - Ухуру (англ. Uhuru)
  - Ariel V
  - HEAO-2 («обсерваторія Ейнштейна»)
  - EXOSAT (англ. European X-ray Observatory SATellite; початкова назва HELIOS — Highly Eccentric Lunar Occultation Satellite)
  - ROSAT (нім. Röntgensatellit)
  - RXTE (англ. Rossi X-ray Timing Explorer)
  - ASCA (англ. Advanced Satellite for Cosmology and Astrophysics; назва до запуску — ASTRO-D)
  - Чандра (англ. Chandra X-ray Observatory)
  - XMM-Newton (High Throughput X-ray Spectroscopy Mission)
  - INTEGRAL (INTErnational Gamma-Ray Astrophysics Laboratory)
  - Swift (Swift Gamma-Ray Burst Mission)
  - Suzaku (початкова назва — ASTRO-EII)
  - GLAST (Gamma-ray Large Area Space Telescope; телескоп Фермі)
  - NuSTAR (Nuclear Spectroscopic Telescope Array)

## Рентгенівські джерела
Найпотужнішим рентгенівським джерелом поблизу Землі є Сонце.
Інші рентгенівські джерела поділяють на дві категорії:
- зі значною концентрацією до галактичної площини;
- з рівномірним розподілом на небесній сфері.

Перші об'єкти належать до Чумацького Шляху, а другі є позагалактичними об'єктами.
Окрім дискретних джерел досліджують рентгенівський фон. Він досить ізотропний у жорсткому діапазоні (>10 кЕв), однак має очевидні ознаки анізотропії на м'якій ділянці спектру (<1 кЕв), що пов'язано з його галактичним походженням.

## Механізми генерації рентгенівського випромінювання
Виділяють такі механізми генерації астрофізичного рентгенівського випромінювання:
- Гальмівне випромінювання утворюється внаслідок електричної взаємодії вільних електронів із ядрами. Значна кількість рентгенівських фотонів утворюється у плазмі за температури понад мільйон Кельвінів. Зокрема, цей механізм забезпечує основну частину рентгенівського випромінювання сонячної корони.
- Синхротронне випромінювання утворюється внаслідок руху швидких (релятивістських) електронів у магнітному полі.
- Зворотне комптонівське розсіювання низькоенергетичних фотонів на релятивістських частинках призводить до збільшення енергії фотона, внаслідок чого можуть утворюватися фотони рентгенівського діапазону. Наприклад, розсіювання інфрачервоних фотонів с довжиною хвилі близько 20 мкм на електронах з енергією близько 100 МЕв призводить до утворення фотонів з енергією близько 2 кЕв, а розсіювання мікрохвильового реліктового випромінювання на електронах з енергією близько 500 МЕв дає фотони з енергією близько 1 кЕв.
- Лінійчасте випромінювання виникає внаслідок переходу електронів на внутрішні енергетичні рівні у важких іонах. Наприклад, перехід електрона на К-рівень атома Оксигену призводить до випромінювання фотона з енергією 0,5 кЕв, а такий же перехід в атомі Ферруму дає фотон з енергією 6,4 кЕв. Зокрема, цей механізм відповідає за утворення рентгенівського лінійчатого спектру Сонця та оболонок залишків наднових.